# Ceroxylon vogelianum
Ceroxylon vogelianum es una especie de planta fanerógama perteneciente a la familia Arecaceae. Es originaria de Venezuela a Colombia, Ecuador, y Perú, donde se encuentra en la Cordillera de los Andes a una altitud de (1900-)2200-2900  metros.

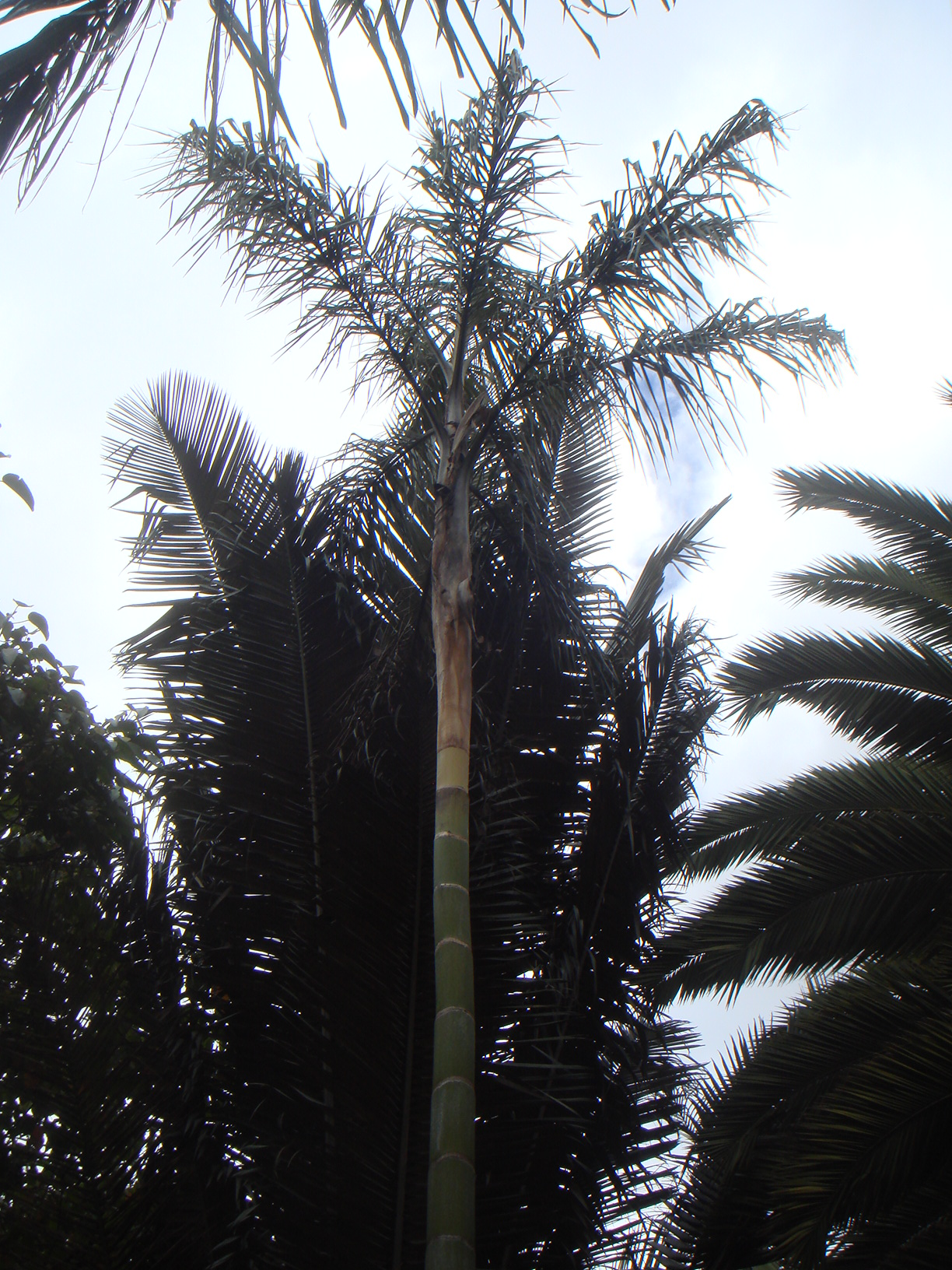
Vista de la planta

## Descripción
Ceroxylon vogelianum tiene un tallo solitario, que alcanza los 10 m de altura, y 10 cm de diámetro, de color gris verdoso, con cicatrices oscuras de las hojas. Las hojas de 1-1,5 m de largo; con 70-80 pinnas en cada lado, insertadas en grupos y con difusión en diferentes planos, con la mitad distal colgantes, las centrales de 30-40 cm de largo, 20-25 mm de ancho,  con una capa delgada de color gris claro  de cera de color marrón. Las inflorescencias curvadas, convirtiéndose en pendular en las frutas, de 120-160 cm de largo, ramificadas 2 veces. Las flores masculinas con 6 estambres. Las frutas son globosas, verdes azuladas, que con frecuencia se vuelven de color naranja pálido justo antes de caer, son ligeramente verrugosa, de 13-15 mm de diámetro.

## Taxonomía
Ceroxylon vogelianum fue descrita por  (Engel) H.Wendl. y publicado en Les Palmiers 239. 1878.
Etimología
Ceroxylon: nombre genérico compuesto de las palabras griegas: kèròs = "cera" y xγlon = "madera",  en referencia a la gruesa cera blanca que se encuentra en los troncos.
vogelianum: epíteto latíno
Sinonimia
- Ceroxylon coarctatum (Engel) H.Wendl.
- Ceroxylon crispum Burret
- Ceroxylon flexuosum Galeano & R.Bernal
- Ceroxylon hexandrum Dugand
- Ceroxylon verruculosum Burret
- Klopstockia coarctata Engel
- Klopstockia vogeliana Engel[5][6]

## Nombre común
- Palma de ramo, chile (Santander, Colombia), chonta (fruit; Antioquia, Colombia), palma de ramo criolla (Boyacá, Colombia); gallinazo, palma negra (Norte de Santander, Colombia), palma de cera (Venezuela), Ocelocito (Perú).[7]